# Hyundai Eon
El Hyundai Eon o Hyundai Atos Eon es un Citycar producido por el fabricante surcoreano Hyundai desde 2011 hasta 2019. Se puso en marcha su producción el 1 de octubre de 2011 en India, y su exportación comenzó el marzo de 2012 en Filipinas, y junio de 2014 en Sri Lanka. También se vendió en Argelia, Chile, Panamá, Perú, Colombia, Uruguay y Paraguay, en el año 2019 el modelo fue descatalogado y cesó su fabricación, siendo el Hyundai i10 el modelo de entrada a la marca para países emergentes. 
El Eon se produjo en la India en la planta de Hyundai Chennai para los mercados nacionales y de exportación como el modelo de entrada de la compañía (posicionado por debajo del i10 y Santro Xing).

## Diseño
El Eon fue diseñado conjuntamente entre los centros de Hyundai I + D en Namyang. Corea del Sur y Hyderabad, India  El vehículo está equipado con llantas de 13 pulgadas equipados con 155 / 70R13 neumáticos 
En enero de 2012, Hyundai anunció la India GLP modelos de Eon también. Estos modelos tienen un tanque de 34 litros toroidal con un costo adicional de aproximadamente 27000 INR a los modelos disponibles.
En mayo de 2014, Hyundai lanzó una variante de la Eon con los 1.0 l Kappa II motor de tres cilindros también se encuentra en la Europea Hyundai i10 y Kia Picanto. El motor genera una potencia de 69|PS|CV a 6.200 rpm y un par máximo en |9.6|kgm|Nm|a 3500 rpm. 

## Variantes
A partir de 2014, hay seis variantes para el mercado indio:
- 'D Lite'  - Calentador y cuatro sopladores, bloqueo para niños, parrilla del radiador cromada, inmovilizador de motor, cinturones de seguridad traseros, portavasos, de liberación de la puerta posterior a distancia, indicador de nivel bajo de combustible y beige de dos tonos y los interiores de color marrón.
- 'D Lite Plus'  - Este tiene las mismas características que D-Lite, pero tiene un aire acondicionado, dirección asistida y tapacubos.
- 'Era Plus'  - Cristales tintados, paragolpes color de la carrocería metálica, acabado de la consola central, elevalunas eléctricos delanteros, cierre centralizado lado del conductor y la dirección asistida eléctrica.
- 'Magna + (0,8 l)'  - Frente y la rejilla del altavoz trasero, opciones de servicios públicos como caja central trasera, 2 DIN Radio + CD + MP3 de audio con dos altavoces frontales, puerto USB, entrada auxiliar en el puerto y un convertidor digital reloj.
- 'Magna + (1,0 l)'  -. Igual que la variante de 0,8 l, menos el sistema de audio, volante de posiciones, y los espejos laterales ajustables
- 'Sportz'  - Entrada sin llave, faros antiniebla delanteros, airbag del lado del conductor, color de la carrocería exterior mangos de espejo y de la puerta, metálico acabado volante de tres radios a diferencia de otras variantes que tienen una versión de dos radios.

La versión para el mercado de Filipinas se ofrece en tres variantes: GL (similar a la D Lite Plus, pero con elevalunas eléctricos delanteros incluido), GLX (igual que era Plus, pero con espejos laterales color de la carrocería) y GLS (equivalente a la Sportz, pero con 7 "con pantalla táctil LCD, sensor de copia de seguridad, reposacabezas ajustables y los indicadores de señal de giro espejo lateral).

## Marketing y posicionamiento
El Eon está en condiciones de competir con el Maruti Alto en la India y el Suzuki Celerio en los mercados del sudeste asiático.

## Futuro
Como las ventas mensuales Eon han llegado a 10.000 unidades (la mitad del Maruti Alto 800 y las ventas de K10) en la India, Hyundai está dando al coche un lavado de cara para el año modelo 2014. 

## Galería
|                                                          |
| Hyundai Eon GLS (modelo de Filipinas, de visión trasera) |

|                                                 |
| Hyundai Eon GLS (modelo de Filipinas, interior) |